# Nsibidi

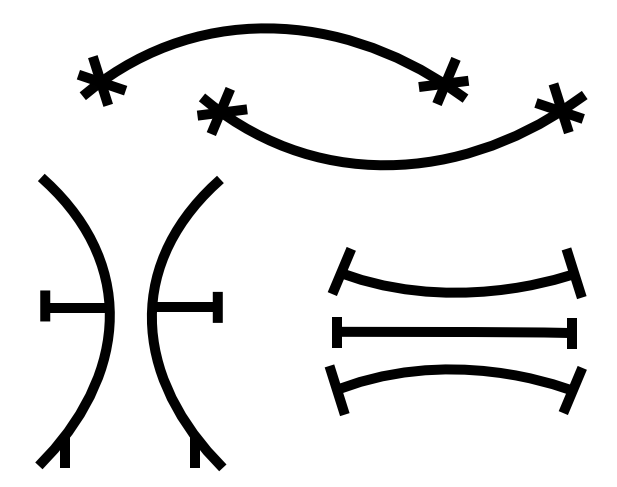
Exempel på skrivtecken

Nsibidi är ett ideografiskt skriftspråk som använts av Ejaghamfolk i sydöstra Nigeria och sydvästra Kamerun. Tecken därifrån återfinns i kubansk anaforuanaskrift och haitia vevetecken, dit de förts med afrikanska slavar.